# Calvin Elfring
Calvin Elfring (* 23. April 1976 in Lethbridge, Alberta) ist ein ehemaliger kanadischer Eishockeyspieler, der im Verlauf seiner aktiven Karriere zwischen 1994 und 2015 unter anderem 346 Spiele für die Straubing Tigers in der Deutschen Eishockey Liga (DEL) auf der Position des Verteidigers bestritten hat. Darüber hinaus absolvierte Elfring auch annähernd 250 Partien in der 2. Eishockey-Bundesliga sowie über 200 weitere Begegnungen in der ECHL.

## Karriere

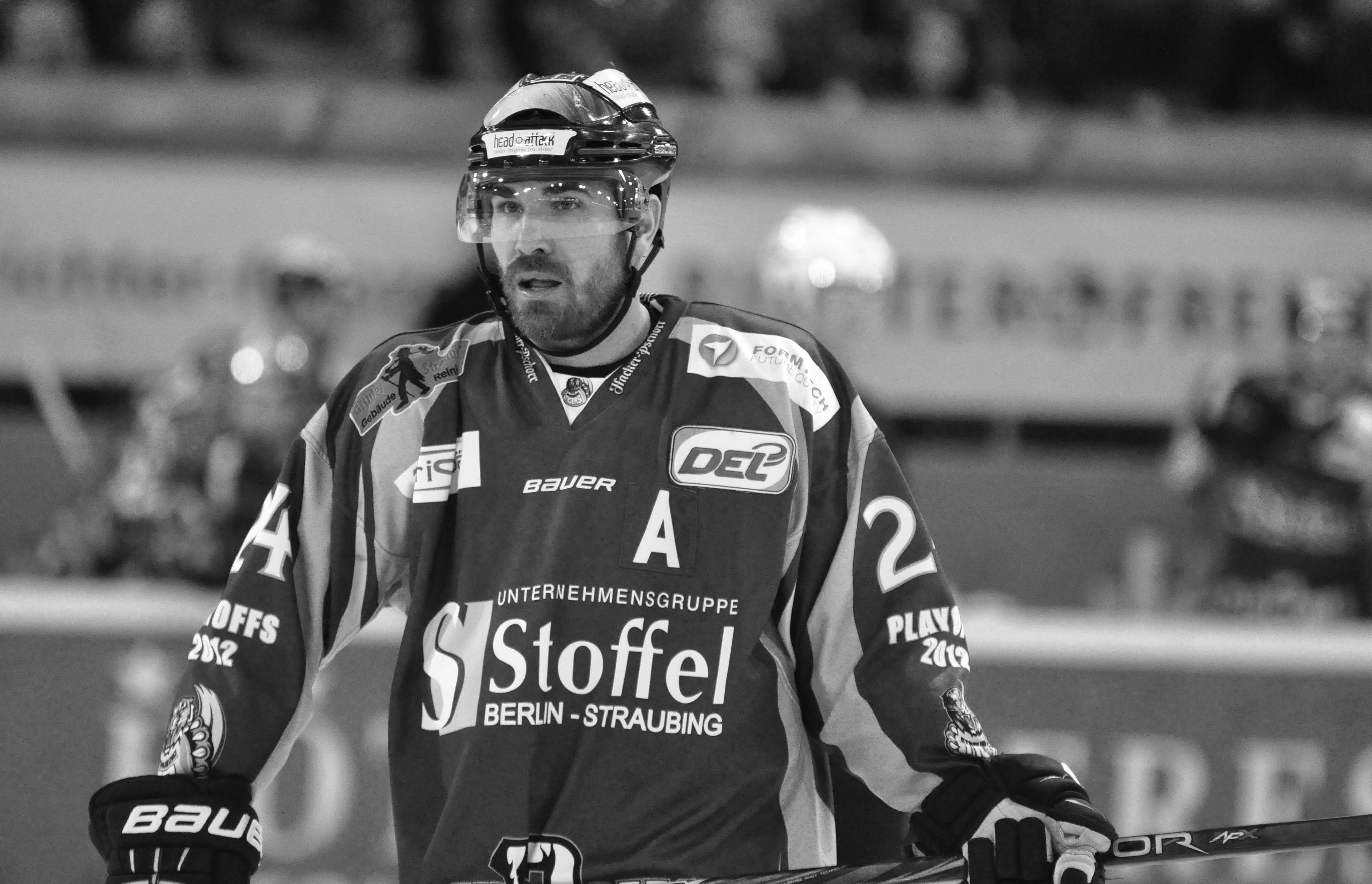
Elfring im Trikot der Straubing Tigers (2012)

Calvin Elfring begann bereits im Kindesalter mit dem Eishockey. Sein Rookiejahr bei den Junioren absolvierte er bei den Powell River Paper Kings in der British Columbia Junior Hockey League (BCJHL). Im NHL Entry Draft 1994 wurde der Verteidiger von den Nordiques de Québec aus der National Hockey League (NHL) in der siebten Runde an 165. Stelle gedraftet, stand aber zunächst bis 1998 in der Mannschaft des Colorado College im Spielbetrieb der National Collegiate Athletic Association (NCAA) auf dem Eis.
Von 1998 bis 2001 spielte der Linksschütze in der East Coast Hockey League (ECHL) für die Roanoke Express, hinzu kamen Partien bei mehreren Farmteams in der American Hockey League (AHL) sowie der International Hockey League (IHL). In der Saison 1998/99 trug Elfring in sieben Partien die Farben der Hershey Bears sowie in zehn weiteren die der Cincinnati Mighty Ducks. Im Jahr darauf lief der Kanadier viermal für die Lowell Lock Monsters und dreimal für die Utah Grizzlies auf. Des Weiteren bestritt Elfring in der Saison 1998/99 zehn Spiele für Pee Dee Pride aus der ECHL.
Zur Saison 2001/02 wechselte der Abwehrspieler nach Deutschland, wo er zunächst für den EHC Bad Aibling in der drittklassigen Oberliga spielte. Der Durchbruch in Deutschland gelang dem Kanadier im darauffolgenden Jahr beim SC Bietigheim-Bissingen. Er schnürte seine Schlittschuhe von 2002 bis 2004 bei den Steelers in der 2. Bundesliga und wurde zu einem der besten Abwehrspieler des Teams. Im Sommer 2004 unterschrieb Elfring einen Vertrag beim Ligakonkurrenten Straubing Tigers. Schnell erwies er sich als Verstärkung und hatte in seiner zweiten Saison maßgeblichen Anteil an der Meisterschaft und dem Aufstieg in die Deutsche Eishockey Liga (DEL). Der Sprung in die höchste deutsche Spielklasse gelang dem offensivstarken Verteidiger, er konnte auch in der DEL überzeugen.
Am 28. März 2013 bestritt er bei der Auswärtspartie in Köln sein letztes Spiel für die Tigers.
Im Mai 2013 gaben die Belfast Giants die Verpflichtung des Kanadiers bekannt. Er verbrachte dort zwei Spielzeiten, in denen er im Frühjahr 2014 mit dem Team Britischer Meister wurde, ehe er seine Karriere im Sommer 2015 im Alter von 39 Jahren beendete.

## Erfolge und Auszeichnungen
| - 1994 BCJHL Coastal Rookie of the Year - 1997 WCHA Third All-Star Team - 1998 WCHA Second All-Star Team - 1998 NCAA West Second All-American Team - 2000 Teilnahme am ECHL All-Star Game | - 2001 Teilnahme am ECHL All-Star Game - 2006 Meister der 2. Bundesliga und Aufstieg in die DEL mit den Straubing Tigers - 2014 Britischer Meister mit den Belfast Giants - 2014 EIHL Defenseman Of The Year - 2014 EIHL First All-Star Team |